# دیوید بلر (کارگردان)
دیوید بلایر (انگلیسی: David Blair) یک کارگردان سینما و تلویزیون اهل بریتانیا است. 
وی کارگردان فیلم‌هایی همچون پیام‌رسان، توفند و خیابان بوده است.